# El trovador (drama)

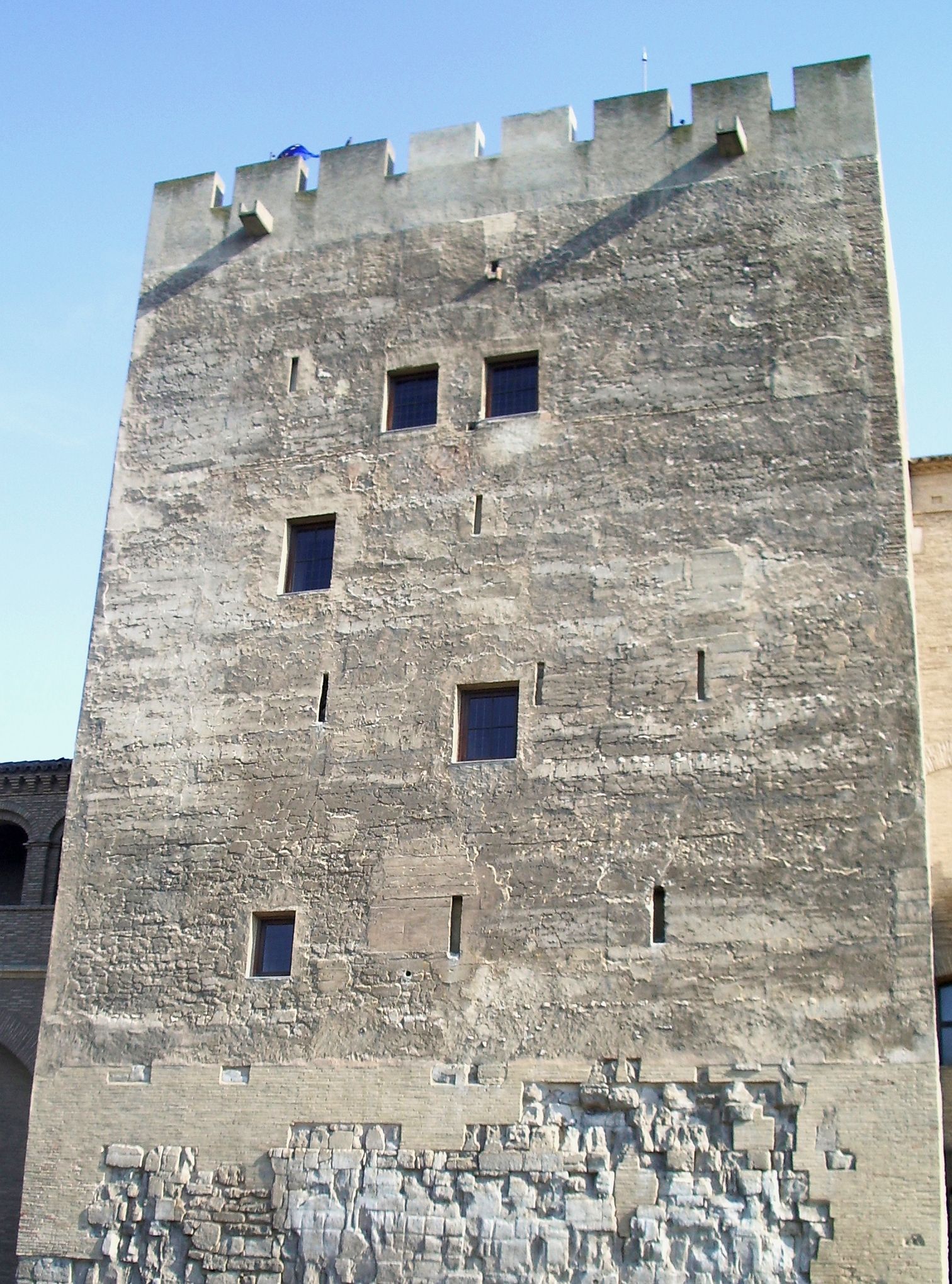
La Torre del Trovador en la Aljafería de Zaragoza.

El trovador es un drama romántico situado en la Zaragoza de la Edad Media. Escrito por Antonio García Gutiérrez, la mayor parte de la acción se desarrolla en una torre de planta rectangular del Palacio de la Aljafería. A raíz de este drama se comenzó a llamar a la torre como «del Trovador». 
Gran parte de su fama se la debe a la célebre ópera homónima del compositor italiano Giuseppe Verdi, cuyo libreto está basado en esta obra.
Su estreno, realizado en el Teatro del Príncipe el 1 de marzo de 1836, ha sido uno de los más recordados de la historia del drama español. Según las reseñas de la época, el mismo dramaturgo salió para recibir los aplausos del público. Escrito en prosa y verso, este drama de raigambre histórico tiene sendos nexos con el Macías de Mariano José de Larra. Este mismo dramaturgo llevó a cabo un concienzudo análisis de la obra en cuestión. El trovador se considera una de las obras maestras del romanticismo español. Se inscribe en la vertiente liberal del romanticismo, visto que el trasfondo histórico de la obra radica en un conflicto entre una figura emblemática de la nobleza tradicionalista (Don Nuño, Conde de Luna) y un héroe marginado y humilde (el trovador, Manrique). Como muchas obras del teatro romántico, el amor realmente no triunfa, sino que destaca la angustia vital de los protagonistas y la importancia de la libertad.

## Trama
Antonio García Gutiérrez ambienta su drama en el siglo XV. Su protagonista es el doncel Manrique, joven culto que se dedicó en la pubertad a la trova y a la poesía. Fue criado por una gitana, Azucena, siendo realmente vástago de un noble de alta alcurnia zaragozana. Poco después entra en escena la dama Doña Leonor de Sesé, de la corte de la Aljafería. Pero Don Nuño de Artal, Conde de Luna y hermano de Manrique —aunque ambos desconocen esto—, también pretende a Leonor.
Leonor ama sinceramente a Manrique y el Conde de Luna, a través de su hermano Don Guillén de Sesé, mueve sus influencias para que ésta sea llevada a un convento. Pero el doncel la rapta y huyen juntos, hasta que se les descubre y el trovador es encerrado en el torreón de la Aljafería que llevará su nombre. Leonor, víctima de la desgracia, decide suicidarse prometiendo antes al Conde de Luna entregarse a él si libera antes a Manrique. Ella le comunica a Manrique su liberación, y cuando descubre cómo lo ha logrado la maldice. Ella entonces le revela que se ha envenenado y muere. Al saberlo el Conde de Luna decide ejecutar a Manrique, y obliga a Azucena a que la presencie. En ese momento Azucena revela al Conde que ha ejecutado a su hermano, y exclama amargamente "Ya estás vengada, madre". Y ahí se acaba la trama.